# Jagged Little Pill
Jagged Little Pill is het derde studioalbum en het internationale debuut van Alanis Morissette uit 1995.
De eerste twee albums van de zangeres werden in 1991 en 1992 alleen in Canada uitgebracht. Deze twee platen hadden liedjes met invloeden van new jack swing en dancepop en werden koeltjes ontvangen door het publiek. Ook Morissette zelf was niet tevreden met de sound die ze op haar eerdere albums liet horen. Voor haar derde album wilde ze rauwer, echter en minder commercieel klinken. Nadat ze in 1994 producer Glen Ballard in Los Angeles ontmoette, ontstond er al snel een vruchtbare samenwerking die uiteindelijk de basis vormde voor het album Jagged Little Pill. Het album werd in juni 1995 wereldwijd uitgebracht. Dankzij de succesvolle singles (You oughta know, Hand in my pocket, All I really want, Ironic, You learn en Head over feet) wordt het met een verkoop van meer dan 33 miljoen exemplaren een van de succesvolste album van de jaren 90. Een record dat na die tijd nog maar door weinig zangeressen werd geëvenaard. Ook behoort het album tot de lijst van 'best verkochte albums aller tijden' en het ontving het vijf Grammy's.

## Singles van dit album
- You oughta know - NL #11
- Hand in my pocket
- Ironic - NL #6
- You learn
- Head over feet - NL #33
- All I really want